# Kalirahayu
Kalirahayu is een bestuurslaag in het regentschap Cirebon van de provincie West-Java, Indonesië. Kalirahayu telt 6084 inwoners (volkstelling 2010).